# Шимановский, Кароль

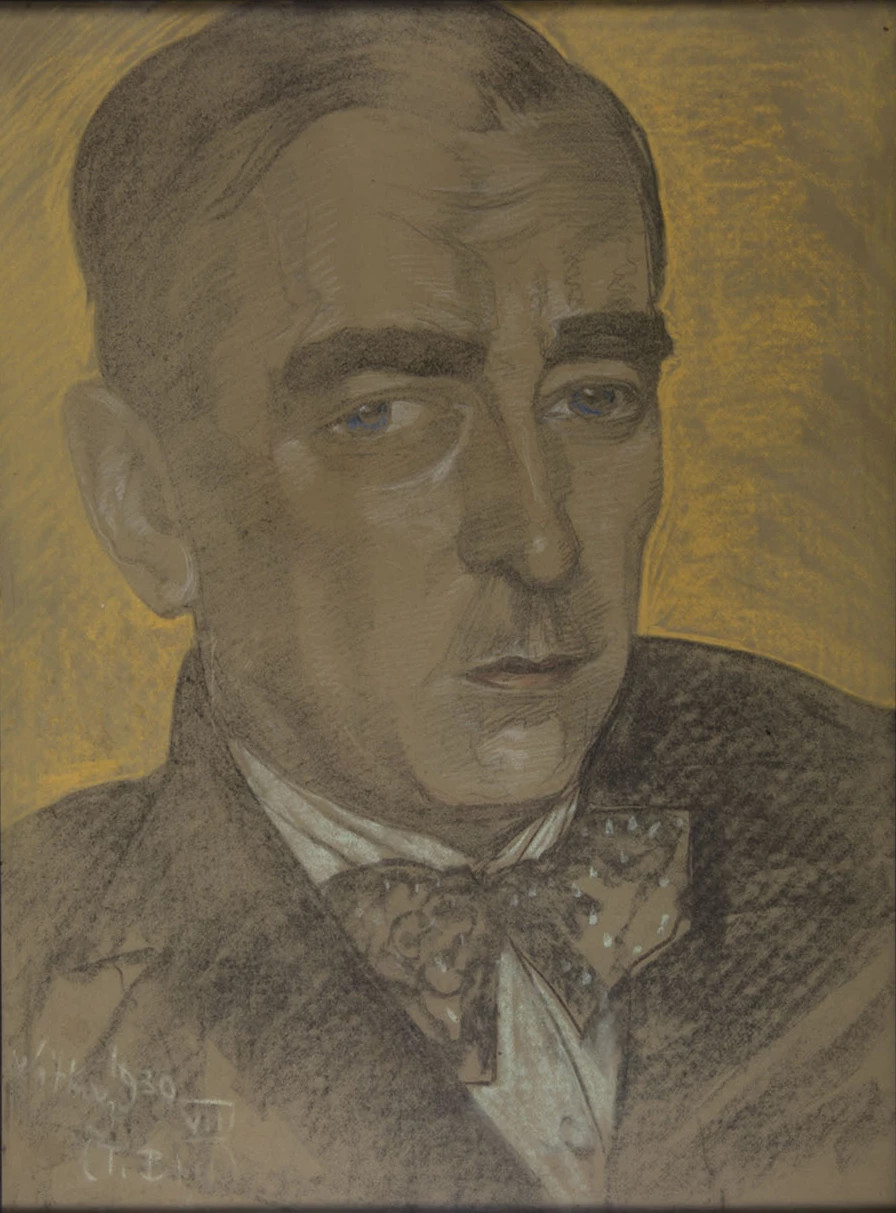
С. Виткевич. Портрет К.Шимановского, 1930

Музей Кароля Шимановского в Закопане

Ка́роль Мацей Шимано́вский (пол. Karol Maciej Szymanowski; 3 октября 1882, Тимошовка, Киевская губерния — 29 марта 1937[…], Лозанна) — польский композитор, пианист, педагог, музыкальный критик. Один из наиболее заметных деятелей польской музыкальной культуры первой половины XX века.

## Биография
Родился 21 сентября (3 октября) 1882 года в деревне Тимошовка (семейное гнездо Шимановских) Чигиринского уезда Киевской губернии (ныне в Черкасском районе Черкасской области), в семье Станислава Феликсовича Шимановского (ок. 1842 — 1906) и Анны Карловны Таубе (уроженки Курляндской губернии, 1853—1943). Принадлежал к польской семье Корвин-Шимановских. Племянник Мартына Шимановского. Ранние годы провёл в родительском имении в деревне Орлова Балка (семья вернулась в Тимошовку после смерти деда).
Первые уроки музыки Шимановский получил дома, затем учился в музыкальной школе Густава Нейгауза в Елисаветграде. В 1901 году переехал в Варшаву, где брал уроки гармонии у профессора консерватории Марека Завирского, контрапункту и композиции учился у Зигмунта Носковского.
В 1905 году вошёл в состав творческого сообщества «Молодая Польша в музыке», куда, помимо него, входили Аполинарий Шелюто, Гжегож Фительберг, Людомир Ружицкий, пианист Артур Рубинштейн и другие музыканты. Сообщество вскоре распалось, однако дало толчок развитию музыки в Польше. Во многом благодаря поддержке князя Владислава Любомирского, покровительствовавшего сообществу, начала издаваться и исполняться музыка молодых композиторов. Собственные произведения композитора начали набирать популярность с конца 1900-х годов. В 1905—1906 годах работал над трёхчастной Симфонией № 1. Вторая часть не была инструментована. Две крайние части были впервые исполнены в 1909 году в Варшавской филармонии оркестром под управлением Гжегожа Фительберга. 
В 1910-е годы стиль Шимановского испытывает влияние разных музыкальных течений, на основе которых он формирует собственную оригинальную манеру сочинения. Этот период считается самым плодотворным в творчестве композитора — появляются многочисленные фортепианные, камерные и оркестровые произведения, опера «Король Рогер» — одно из самых известных сочинений. После Первой мировой войны и революции Шимановский много гастролировал как пианист, исполняя в том числе и собственные работы, писал критические статьи.
С начала 1920-х годов жил в Закопане, занимался изучением польского музыкального фольклора, оказавшего влияние на его сочинения этого периода. В 1926—1929 и 1930—1933 годы возглавлял Варшавскую консерваторию, однако в знак протеста против интриг реакционных кругов вместе с Иеронимом Фейхтом ушёл из Государственной высшей музыкальной школы. В 1933 году гастролировал в СССР.
Последние годы жизни композитора были сопряжены с тяжёлыми финансовыми условиями и болезнью (туберкулёз). Шимановский умер в Лозанне в 1937 году. В этом же году его останки были перевезены в Краков и захоронены в крипте заслуженных в церкви святого Станислава.

## Память
- В 1976 году в Закопане был открыт Музей Кароля Шимановского.